# Jared Mansfield
Jared Mansfield est un enseignant, mathématicien et géomètre américain, né à New Haven le 23 mai 1759 et mort à New Haven le 3 février 1830.

## Biographie
Fils d'un capitaine de vaisseau Stephen Mansfield et d'Hannah Beach. Il entre à l'université Yale en 1773, mais son père meurt subitement vers la fin de sa première année et il ne termine pas son année. Il combat les Britanniques lors de l'invasion de New Haven le 5 juillet 1779 et aurait été fait prisonnier.
En 1786, il devient recteur de la Hopkins Grammar School (en) à New Haven, où il reste, sauf pour une brève période d'enseignement à Philadelphie, jusqu'en 1802. Retourné poursuivre ses études à Yale en 1787, il obtient le diplôme de Master of Arts.
En 1800, il épouse Elizabeth Phipps, de New Haven, fille d'un officier de la marine américaine.
Sa carrière est façonnée par deux interventions du président Thomas Jefferson. En 1801, Jefferson le nomme professeur à la nouvelle Académie militaire des États-Unis à West Point puis, en 1803, arpenteur général des États-Unis, chargé d'étendre l'arpentage des terres des États-Unis dans les Territoires du Nord-Ouest.